# 판타지아 배리노
판타지아 배리노(Fantasia Barrino, 1984년 6월 30일 ~ )는 미국의 가수로, 아메리칸 아이돌 시즌3의 우승자이다.

## 디스코그래피
- Free Yourself (2004)
- Fantasia (2006)
- Back to Me (2010)
- Side Effects of You (2013)
- The Definition of... (2016)
- Christmas After Midnight (2017)
- Sketchbook (2019)

## 참여 작품

### 텔레비전
- 아메리칸 아이돌
- 심슨 가족
- 아레사 프랭클린
- 패티 라벨
- 소울 트레인 뮤직 어워드
- 레슬매니아 XXVI
- 루폴의 드래그 레이스